# Орден Франциска Скорины
Орден Франциска Скорины (бел. Ордэн Францыска Скарыны) — государственная награда Республики Беларусь. Учреждён Постановлением Верховного Совета Республики Беларусь № 3726-XII от 13 апреля 1995 года.

## Описание
Орден Франциска Скорины представляет собой четырёхконечную звезду с кругом, заключённую в овал размером по вертикали 43 мм, по горизонтали — 39 мм. В центре круга — рельефное изображение Франциска Скорины, в нижней части — лавровая ветвь. Овал обрамлён бело-голубой эмалевой лентой с надписью «Францыск Георгій Скарына». Обратная сторона ордена имеет гладкую поверхность, в центре находится номер ордена. Орден при помощи ушка и кольца соединяется с колодкой семиугольной формы, в нижней части которой размещён знак «сигнет». Колодка обтянута муаровой лентой тёмно-фиолетового цвета. Орден изготавливается из серебра с позолотой.

## Награждение орденом
Орденом награждаются граждане:
- за значительные успехи в области национально-государственного возрождения, выдающиеся исследования истории Беларуси, достижения в области национального языка, литературы, искусства, книгоиздательства, культурно-просветительной деятельности, а также пропаганды культурного наследия белорусского народа;
- за особые заслуги в гуманитарной, благотворительной деятельности, в деле защиты человеческого достоинства и прав граждан, милосердие и другие благородные поступки[3].

На 1 января 2017 года орденом было награждёно более 200 человек. Первым награждённым является Михаил Савицкий. Многие иностранные граждане также были удостоены этого ордена (из Японии, Великобритании, Германии, Австрии) в основном за помощь в преодолении последствий катастрофы на Чернобыльской АЭС. К ним относятся Хайо Экель, Кристоф Райнерс, Эдмунд Ленгфельдер (Германия), Акира Сугэноя, Минору Камата, Рюити Хирокава, Сюнъити Ямасита (Япония), руководитель и исполнительный директор ирландской благотворительной организации «Помощь Ирландии Чернобылю» Уильям Джозеф Грант и другие. Среди российских граждан, награждённых орденом, представители современной российской эстрады (Надежда Бабкина, Николай Басков, Николай Гнатюк, Филипп Киркоров, Виктор Дробыш, Юрий Антонов), а также крупные российские чиновники (Борис Ельцин, Геннадий Селезнёв, Юрий Лужков, Вячеслав Трубников, Валентина Матвиенко).
22 сентября 2021 года орденом Франциска Скорины был награждён мемориальный комплекс «Брестская крепость-герой».

## Ношение
Орден Франциска Скорины носится на левой стороне груди и при наличии других орденов располагается после ордена Почёта.

## Дополнительная информация
- Хотя орден содержит надпись «Францыск Георгій Скарына», на данный момент доказано, что первопечатника не звали Георгием[7].